# Drimia macrocarpa
Drimia macrocarpa är en sparrisväxtart som beskrevs av Brita Stedje. Drimia macrocarpa ingår i släktet Drimia och familjen sparrisväxter. Inga underarter finns listade i Catalogue of Life.